# Lueshit
Lueshit ist ein selten vorkommendes Mineral aus der Mineralklasse der „Oxide und Hydroxide“ mit der chemischen Zusammensetzung NaNbO3 und damit chemisch gesehen ein zu den Oxidmineralen zählendes Natriumniobat.
Lueshit kristallisiert im orthorhombischen Kristallsystem und entwickelt meist würfelähnliche oder unregelmäßig oktaedrische Kristalle bis etwa 1,5 Zentimeter Größe mit einem schwachen Metallglanz auf den Oberflächen. Das Mineral ist im Allgemeinen undurchsichtig und von schwarzer Farbe. Nur dünne Ecken und Kanten sind rötlichbraun bis braunviolett durchscheinend. Die Strichfarbe ist allerdings grau.

## Etymologie und Geschichte
Entdeckt wurde Lueshit in der „Lueshe Mine“, etwa 180 km nördlich von Goma (Nord-Kivu) in der Demokratischen Republik Kongo. Die Analyse und Erstbeschreibung erfolgte durch Alexandre Safiannikoff, der das Mineral nach dessen Typlokalität benannte. Seine Untersuchungsergebnisse und den gewählten Namen veröffentlichte er 1959 im französischen Fachmagazin Bulletin des Séances der Académie Royal des Sciences d’Outre-Mer.
Da die International Mineralogical Association (IMA) zwar schon 1958 gegründet wurde, aber die für die Nomenklatur und An- bzw. Aberkennung zuständige Commission on New Minerals and Mineral Names (CNMMN; später Commission on new Minerals, Nomenclature and Classification, CNMNC) erst 1960 ihre Arbeit aufnahm, gehört Lueshit zu den „Übergangsmineralen“, die keine offizielle IMA-Nummer haben. Stattdessen wurde das Mineral zusammen mit vielen anderen durch eine Abstimmung der Mitglieder mit einer Stimmenmehrheit von über 60 % nachträglich anerkannt und diese Summenanerkennung 1962 publiziert. Lueshit wird seitdem in der „Liste der Minerale und Mineralnamen“ der IMA/CNMNC unter der Summenanerkennung „IMA 1962 s.p.“ (special procedure) geführt. Die 2021 ebenfalls offiziell anerkannte Kurzbezeichnung (auch Mineral-Symbol) von Lueshit lautet „Lue“.

## Klassifikation
Die strukturelle Klassifikation der International Mineralogical Association (IMA) zählt den Lueshit zur Gruppe der stöchiometrischen Einfachperowskite in der Perowskit-Supergruppe. Hier bildet er zusammen mit Barioperowskit, Isolueshit, Goldschmidtit, Lakargiit, Loparit, Heamanit-(Ce), Macedonit, Megawit, Perowskit und Tausonit die Perowskit-Untergruppe.
In der veralteten 8. Auflage der Mineralsystematik nach Strunz gehörte der Lueshit zur Mineralklasse der „Oxide und Hydroxide“ und dort zur Abteilung „M2O3- und verwandte Verbindungen“, wo er zusammen mit Latrappit, Loparit-(Ce) (ehemals Loparit), Perowskit und Zirkelit sowie den inzwischen diskreditierten Mitgliedern Dysanalyt (Varietät von Perowskit), Nioboloparit (Varietät von Loparit-(Ce)) und Uhligit die „Perowskit-Gruppe“ mit der System-Nr. IV/C.07 bildete.
Im zuletzt 2018 überarbeiteten und aktualisierten Lapis-Mineralienverzeichnis nach Stefan Weiß, das sich aus Rücksicht auf private Sammler und institutionelle Sammlungen noch nach dieser alten Form der Systematik von Karl Hugo Strunz richtet, erhielt das Mineral die System- und Mineral-Nr. IV/C.10-060. In der „Lapis-Systematik“ entspricht dies ebenfalls der Abteilung „Oxide mit dem Stoffmengenverhältnis Metall : Sauerstoff = 2 : 3 (M2O3 und verwandte Verbindungen)“, wo Lueshit zusammen mit Barioperowskit, Isolueshit, Lakargiit, Latrappit, Loparit-(Ce), Macedonit, Megawit, Natroniobit, Pauloabibit, Perowskit, Tausonit und Vapnikit die „Perowskitreihe“ mit der System-Nr. IV/C.10 bildet.
Die von der International Mineralogical Association (IMA) zuletzt 2009 aktualisierte 9. Auflage der Strunz’schen Mineralsystematik ordnet den Lueshit in die erweiterte Abteilung der „Metall : Sauerstoff = 2 : 3, 3 : 5 und vergleichbare“ ein. Diese ist allerdings weiter unterteilt nach der relativen Größe der beteiligten Kationen, so dass das Mineral entsprechend seiner Zusammensetzung in der Unterabteilung „Mit großen und mittelgroßen Kationen“ zu finden ist, wo es zusammen mit Barioperowskit, Lakargiit, Latrappit, Natroniobit und Perowskit die „Perowskit-Lueshit-Gruppe“ mit der System-Nr. 4.CC.30 bildet.
Auch die vorwiegend im englischen Sprachraum gebräuchliche Systematik der Minerale nach Dana ordnet den Lueshit in die Klasse der „Oxide und Hydroxide“ und dort in die Abteilung der „Oxide“ ein. Hier ist er zusammen mit Barioperowskit, Isolueshit, Lakargiit, Latrappit, Loparit-(Ce), Perowskit, Tausonit in der „Perowskit-Gruppe“ mit der System-Nr. 04.03.03 innerhalb der Unterabteilung „Einfache Oxide mit einer Kationenladung von 3+ (A2O3)“ zu finden.

## Kristallstruktur
Lueshit kristallisiert orthorhombisch in der Raumgruppe Pbma (Raumgruppen-Nr. 57, Stellung 5) mit den Gitterparametern a = 5,57 Å; b = 15,52 Å und c = 5,50 Å sowie 8 Formeleinheiten pro Elementarzelle.

## Modifikationen und Varietäten
Die Verbindung NaNbO3 ist dimorph und kommt in der Natur neben dem orthorhombisch kristallisierenden Lueshit noch als kubisch kristallisierender Isolueshit vor; möglicherweise auch als monoklin kristallisierender Natroniobit, wobei dessen Mineralstatus bisher noch fraglich ist.

## Bildung und Fundorte
Lueshit bildet sich in niobhaltigen Calcit-Karbonatiten. Als Begleitminerale können unter anderem Dolomit, Eudialyt, Fersmit, verschiedene Glimmer, Griceit, Ilmenit, Lovozerit, Perowskit, Pyrochlor, Sodalith, Steenstrupin, Thorianit, Ussingit, Vermiculit, Villiaumit auftreten.
Als seltene Mineralbildung konnte Lueshit bisher nur an wenigen Fundorten nachgewiesen werden, wobei weltweit bisher rund 20 Vorkommen dokumentiert sind (Stand 2023). Seine Typlokalität „Lueshe Mine“ ist dabei der bisher einzige bekannte Fundort in der Demokratischen Republik Kongo.
Weitere bisher bekannte Fundorte sind unter anderem die sogenannte „Pegmatit-Provinz“ (ca. 120 km² großes Gebiet mit Seltene-Erden-haltigen Pegmatiten) am Roten Meer in Ägypten, die Lagerstätte für Metalle der Seltenen Erden „Toongi“ im Gordon County von New South Wales in Australien, die Gruben „Demix-Varennes“ nahe Saint-Amable und „Poudrette“ am Mont Saint-Hilaire in der kanadischen Provinz Québec, einige Fundpunkte im Ilimmaasaq-Komplex (auch Ilimaussaq-Komplex oder englisch Ilímaussaq complex) in der Kommune Kujalleq in Grönland, Afrikanda, Kowdor, Lowosero und Sallanlatvi auf der russischen Halbinsel Kola sowie die „Vermiculit Mine“ im Fremont County des US-Bundesstaates Colorado.